# Irsch (Bitburg)

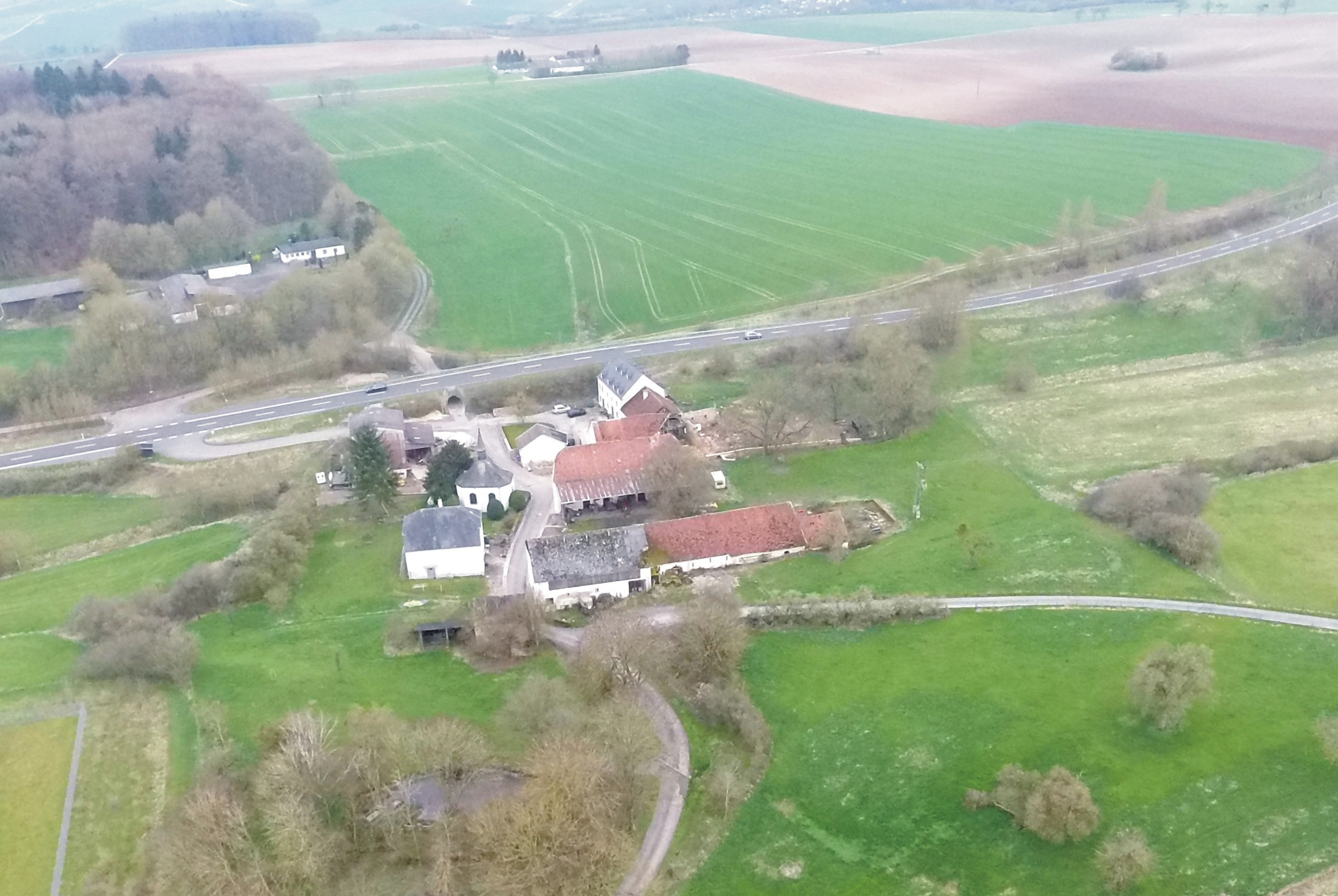
Luftaufnahme nördlich von Irsch

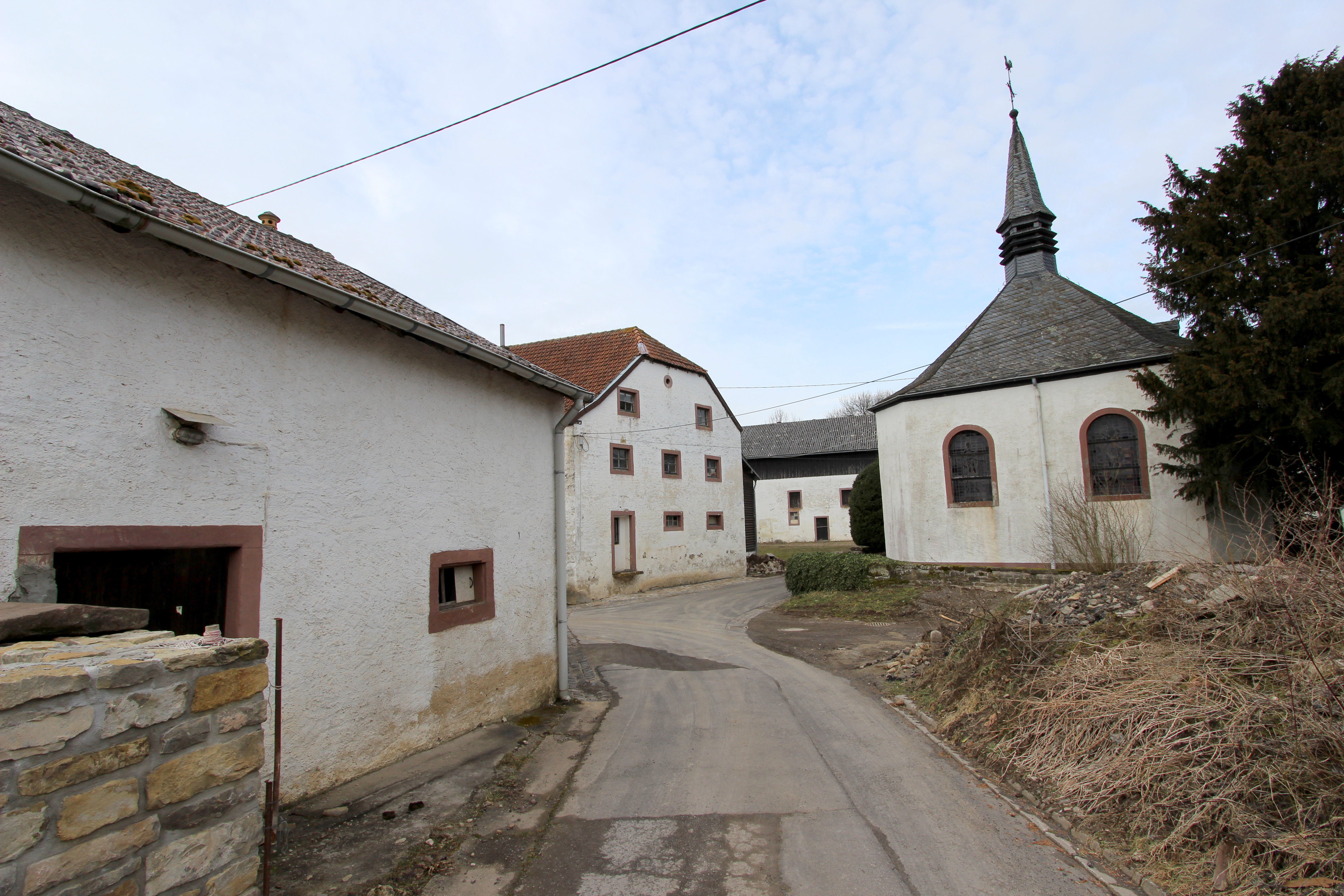
Denkmalzone Bitburg-Irsch

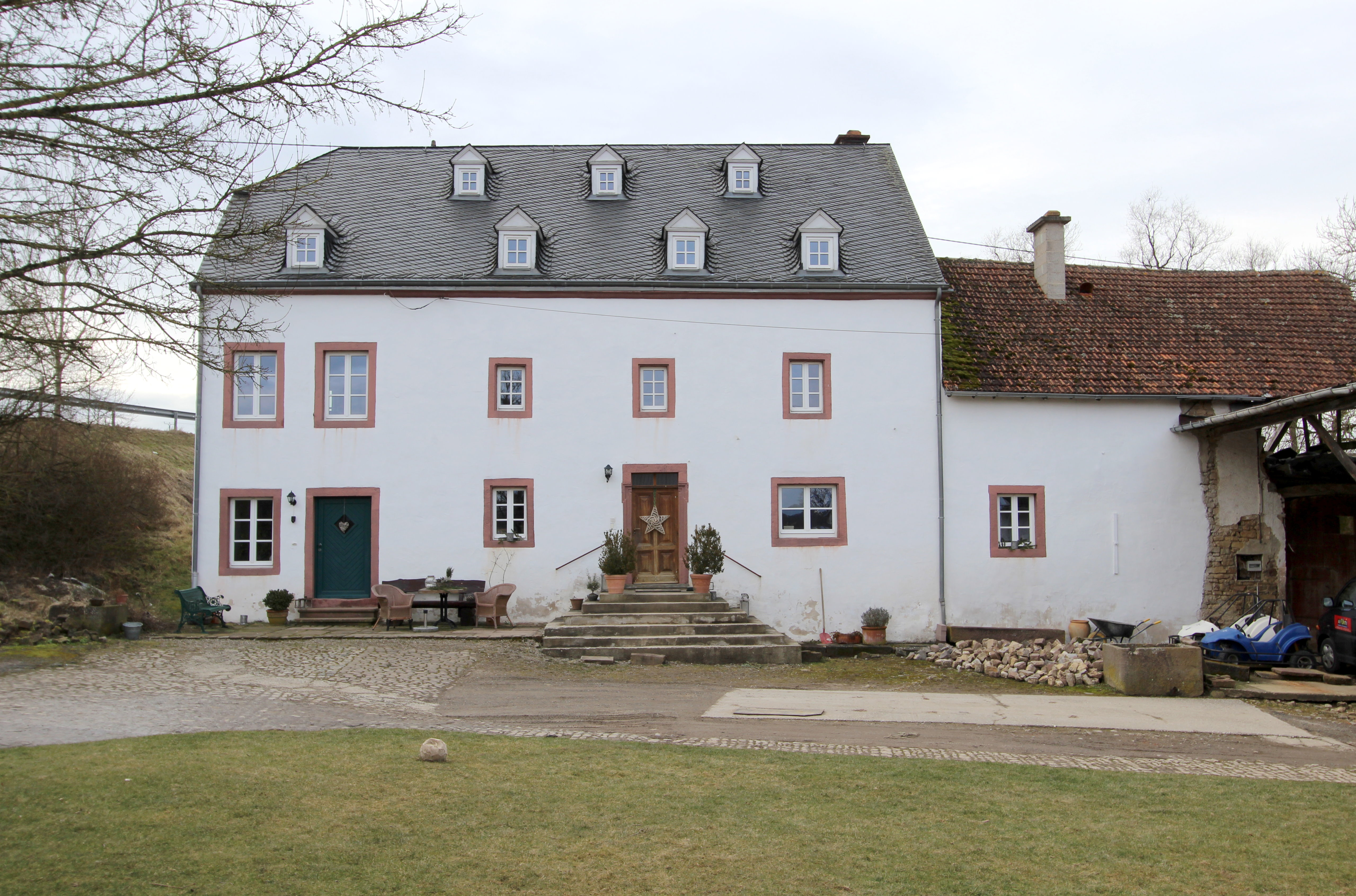
Irscher Hof Nr. 1

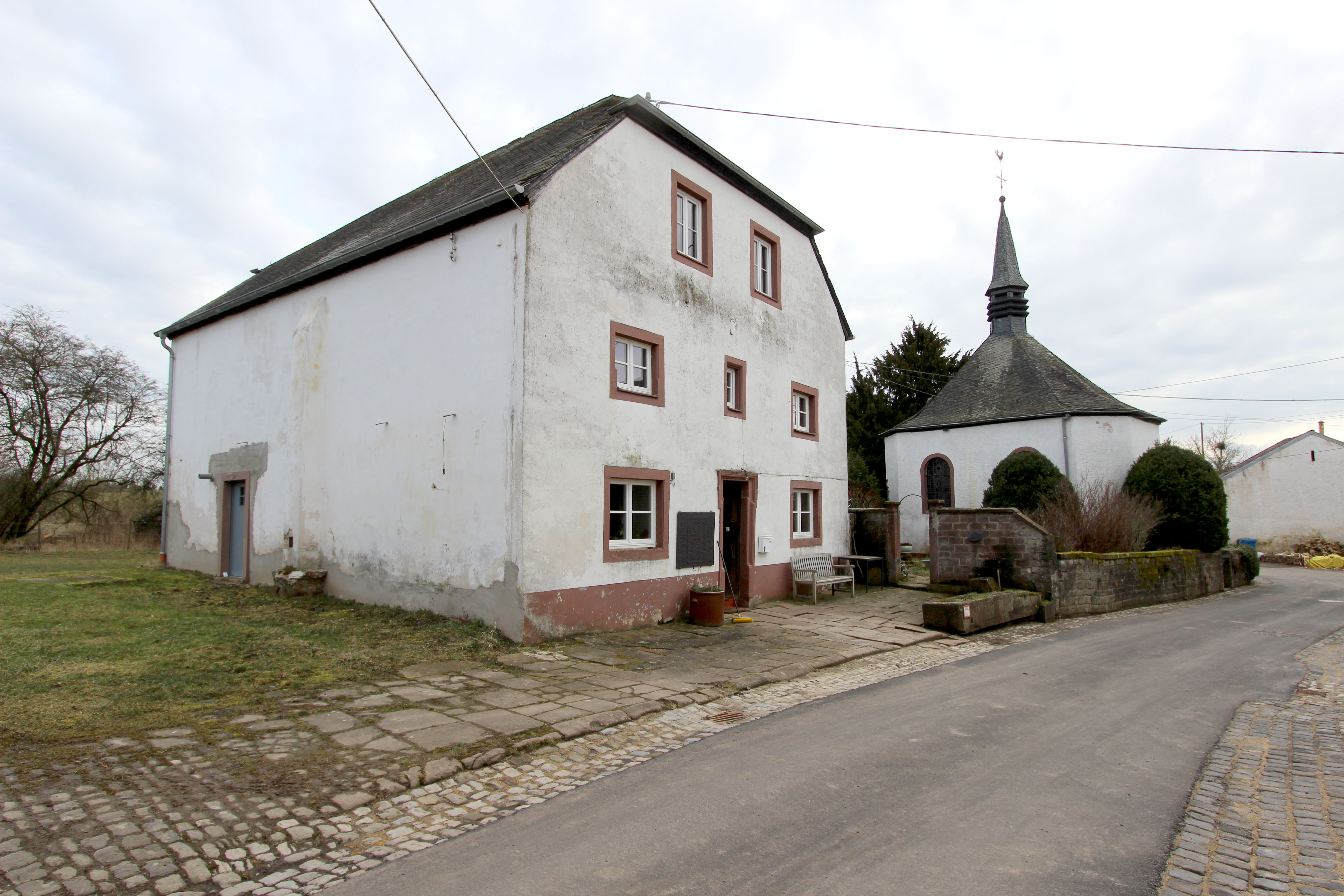
Irscher Hof Nr. 2 mit Hofkapelle

Irsch ist ein Stadtteil (Ortsbezirk) von Bitburg im Eifelkreis Bitburg-Prüm in Rheinland-Pfalz.
Bis zur Eingemeindung am 7. Juni 1969 war Irsch eine eigenständige Gemeinde.

## Geographie
Der Ort liegt in der Südeifel etwa drei Kilometer nordöstlich des Bitburger Zentrums am Matzenbach.
Irsch ist ein noch bestehender Weiler, der sich ab Beginn des 18. Jahrhunderts aus zwei Gehöften, einer Kapelle, einem Privatfriedhof und umgebenen Wiesen entwickelt hat. Aufgrund des bis heute erhaltenen und nahezu unangetasteten Ortskerns (keine modernen Neubauten), ist der Bitburger Stadtteil Irsch als Denkmalzone geschützt.

## Geschichte
Die Geschichte Irschs (auch als „Ysch“, „Ysche“ oder „Ersche“ bezeichnet) geht bis in das 9. Jahrhundert zurück. Aus Originaldokumenten ist zu entnehmen, dass es die Irscher Höfe bereits im 9. Jahrhundert unter Kaiser Karl dem Großen gegeben haben soll, damals aus zwei Grundgütern bestehend.
Erste urkundliche Erwähnungen von Irsch stammen jedoch aus dem 12. Jahrhundert. Damals gehörten die Irscher Höfe zur Herrschaft von Dudeldorf und Seinsfeld. Detaillierte Aufzeichnungen, beispielsweise zu den Kosten von Korn und dem Lohn eines Knechtes und einer Magd, sind Zeichen sorgfältiger Buchführung der damaligen Grundherren.
Im 18. Jahrhundert ist der Ort Irsch dann nahezu ausgestorben, da alle bis auf einen Bewohner 1751 an Cholera verstarben. Das Gedenken der Opfer dieser Pest ist bis heute Tradition Irschs: Am 20. Januar, dem sogenannten „Döcken Daag“ werden von Sonnenaufgang bis Sonnenuntergang in Irsch nur vegetarische Speisen zu sich genommen.
Irsch heute
Bis heute wird der Ort Irsch von den zwei noch erhaltenen Gehöften – den heutigen Wohnhäusern Nr. 1 und Nr. 2 – geprägt.
Das dominierende Wohnhaus Nr. 1 wurde 1751 erbaut und besteht aus einer Winkelhofanlage mit hofseitigem und rückwärtigem Quertrakt. Zahlreiche große Scheunen und Stallungen mit kleineren Nebengebäuden (auch als Wirtschaftsgebäude oder Ökonomiegebäude bezeichnet) schließen an beide Gehöfte an.
Wohnhaus Nr. 2 stammt mit dazugehörenden Wirtschaftsgebäuden und Stallungen auch aus dem frühen 18. Jahrhundert; der Stalltürinschrift zufolge wurden diese 1728 erbaut. Ein besonderes Kleinod ist die Kapelle des Irscher Hofs, die zum Wohnhaus Nr. 2 gehört. Diese katholische Privatkapelle St. Johannes Evangelist, 1827 errichtet, ist durch einen schlichten, rechteckigen Grundriss geprägt. Das Innere der Kapelle umschließt einen Barockaltar, der aus dem Barockschloss in Bitburg stammt. Der Privatfriedhof Irschs wurde 1955 oberhalb des Irscher Hofs 2 erbaut.

## Politik
Irsch ist gemäß Hauptsatzung einer von sechs Ortsbezirken der Stadt Bitburg. Der Ortsbezirk umfasst das Gebiet der ehemaligen Gemeinde. Auf die Bildung eines Ortsbeirats wurde verzichtet. Die Interessen des Ortsbezirks werden durch eine Ortsvorsteherin vertreten.
Margret Berger wurde 2006 Ortsvorsteherin von Irsch. Bei den Direktwahlen am 26. Mai 2019 und 9. Juni 2024 wurde sie jeweils mit einem Stimmenanteil von 100 % für weitere fünf Jahre in ihrem Amt bestätigt. Ihr Vorgänger Heinrich Berger († 2008) hatte das Amt rund 22 Jahre ausgeübt, es Ende 2005 aber aus gesundheitlichen Gründen niedergelegt.

## Kultur und Sehenswürdigkeiten

### Bauwerke
- Denkmalzone Ortskern
- Hofanlage Irscher Hof 1 von 1751
- Hofanlage Irscher Hof 2 von der ersten Hälfte des 18. Jahrhunderts
- Hofkapelle St. Johannes Evangelist von 1827
- Eisenbahnbrücke von 1915 ⊙

Siehe auch: Liste der Kulturdenkmäler in Irsch

### Grünflächen und Naherholung
- Naturdenkmal Teufelsschlucht Irsch
- Wander- und Radfahrwege in und um Irsch[11][12]

Siehe auch: Liste des Naturdenkmales in Irsch

### Regelmäßige Veranstaltungen
- Jährliches Gedenken der Pestopfer von 1751 ist bis heute Tradition. Am 20. Januar, dem sogenannten Döcken Daag werden von Sonnenaufgang bis Sonnenuntergang in Irsch nur vegetarische Speisen zu sich genommen.

## Infrastruktur
Unmittelbar an Irsch verläuft die Bundesstraße 257.